# Karl George Walter Hellmich
Karl Georg Walter Hellmich (26 de febrero de 1906, Oschatz, Sachsen - 29 de julio de 1974, Garmisch-Partenkirchen) fue un herpetólogo y ecólogo alemán. Su foco de investigación fue la sistemática y biogeografía de reptiles, especialmente en América del Sur.

## Biografía
Después de graduarse en 1925, Hellmich comenzó a estudiar en el Instituto de Zoología de la Universidad de Múnich. En 1929, recibió su doctorado con su disertación "Investigaciones sobre el origen y la determinación del material regenerativo en anfibios" para el Dr. Phil.
En mayo de 1929, comenzó como asistente de la Colección estatal Zoológica de Múnich. Y, en septiembre del mismo año, se convirtió en investigador asociado en la Universidad Yale y luego en la Universidad de Chile. 
En 1931, Hellmich regresó a Múnich y se convirtió en asistente de Lorenz Müller (1868–1953). Trajo una gran colección de más de 2000 lagartos, a través de su colega Johann Heinrich Wilhelm Goetsch (1887–1960) en Chile.
En 1942, Hellmich se convirtió en curador en el departamento herpetológico de la Colección estatal Zoológica de Múnich. Durante la Segunda Guerra Mundial sirvió en una unidad administrativa del ejército en Múnich; y, desde mayo de 1945 hasta abril de 1946, fue encarcelado en un campo de prisioneros de guerra de EE. UU. En 1948, regresó al museo y fue el sucesor de Müller como jefe del departamento herpetológico. Müller fue curador en jefe del departamento zoológico desde 1928 y después de la guerra participó activamente en la reconstrucción de la Colección Estatal Zoológica de Múnich, que fue fuertemente destruida durante la explosión de bombas, en abril de 1944. En 1959, Hellmich se convirtió en director del museo y en 1964 fue nombrado profesor por la Universidad de Múnich.
A principios de la década de 1960, la región de Himalaya llamó la atención de Hellmich. En la década de 1950, la Deutsche Forschungsgemeinschaft (Sociedad Alemana de Investigación) comenzó a mapear las laderas del sur del monte Everest. En 1959, se estableció el Centro de Investigación de Nepal para llevar a cabo extensos trabajos de investigación en la región. Hubo oficinas establecidas en Múnich y Katmandú; y, Hellmich se convirtió en Director General del Centro de Investigación. Además, fue editor de las publicaciones del Centro de Investigación de Nepal. Después de que el proyecto finalizó en 1965, Hellmich se reunió personalmente con el rey Mahendra para discutir la continuación del trabajo de la firma de investigación Nepal Himalayas (Khumbu Himal). Incluso después de su retiro en 1971, Hellmich trabajó para el Centro de Investigación de Nepal.
Entre 1928 y 1970, Hellmich escribió unos 85 tratados científicos sobre herpetofauna, la mayoría de ellos sobre lagartos y serpientes de América del Sur. Hellmich publicó varios artículos sobre las lagartijas del género Liolaemus de Chile y Argentina, junto con Lorenz Müller. Otras publicaciones trataron sobre la herpetofauna en Angola, China, Líbano y España. Hellmich escribió varios artículos sobre la herpetofauna de Turquía junto con Muhtar Başoğlu (1913-1981), con quien realizó una expedición al lago Van en el este de Anatolia en 1958.
Las obras principales herpetológicas de Hellmich, trataron con dos expediciones alemanas al Gran Chaco, entre 1925 y 1932. El primer volumen incluía cocodrilos, anfibios y tortugas y fue escrito en 1936, junto con Lorenz Müller; el segundo volumen describe a los lagartos de la región y apareció en 1960 .
En 1956, Hellmich escribió una guía de campo sobre reptiles y anfibios de Europa.

## Obra

### Algunas publicaciones
- Zur Analyse des Farbkleides von Pleurodema bibroni Tschudi. (Aportes al conocimiento de la herpetofauna de Chile). Sonderdruck aus dem „Biologischen Zentralblatt“, Georgthieme Verlag, Leipzig 1932.

- Die Eidechsen Chiles, insbesondere die Gattung Liolaemus: nach den Sammlungen Goetsch-Hellmich Verlag der Bayerischen Akademie der Wissenschaften, 1934

- Tiere der Alpen - Ein Wegweiser für Bergsteiger herausgegeben vom Hauptausschuß des deutschen und österreichischen Alpenvereines, Bruckmann Verlag, Múnich 1936

- Reptilien und Amphibien (Wissenschaftliche Ergebnisse der Deutschen Gran Chaco-Expedition) Bd. 1. (mit Lorenz Müller), Verlag Strecker und Schröder, Stuttgart 1936

- Natur- und Heimatschutz. Kosmos Gesellschaft der Naturfreunde, Franck’sche Verlagshandlung, Stuttgart 1953

- Die Lurche und Kriechtiere Europas, Carl Winter - Universitätsverlag, Heidelberg, 1956 (englische Ausgabe: Reptiles and Amphibians of Europe, Blandford Press Ltd, Londres 1962)

- Herpetologische Ergebnisse einer Forschungsreise in Angola Zoologische Staatssammlung Múnich, 1957

- Was find’ ich in den Alpen? Kosmos Gesellschaft der Naturfreunde, Franck’sche Verlagshandlung, Stuttgart 1958

- Die Sauria des Gran Chaco und seiner Randgebiete. Verlag der Bayerischen Akademie der Wissenschaften, 1960

- Khumbu Himal. Ergebnisse des Forschungsunternehmens Nepal Himalaya, (1 y 2 Lieferung 1965, 3 y 4. Lieferung 1966, 5. Lieferung 1967), Springer Verlag, Berlín

- Biologische Beiträge zur Kenntnis des Mount Kenya. Universitätsverlag Wagner, Innsbruck · München 1968

- Khumbu Himal, v. 2. [Beiträge zur Ökologie der Vögel Zentral- und Ost-Nepals] (con Gerd Diesselhorst), Springer Verlag, Berlín 1968

- Khumbu Himal, v. 3. (1. Lieferung 1968, 2. Lieferung 1969, 3. Lieferung 1970), Springer Verlag, Berlín

- Tibesti - Zentrale Sahara: Arbeiten aus der Hochgebirgsregion. Universitätsverlag Wagner, Innsbruck, Múnich 1972

- Khumbu Himal, v. 4. (1. Lieferung 1971, 2. Lieferung 1972, 3. Lieferung 1973), Springer Verlag, Berlín

## Literatura
- Kraig Adler. Contributions to the History of Herpetology, v. 2. Society for the Study of Amphibians and Reptiles, 2007, ISBN 9780916984717.

## Abreviatura (zoología)
La abreviatura Hellmich  se emplea para indicar a Karl George Walter Hellmich como autoridad en la descripción y taxonomía en zoología.

- Datos: Q2544726
- Especies: Walter Hellmich